# Папа Бенедикт XI
Папа Бенедикт XI (лат. Benedictus XI; 1240 – 7. јул 1304. године), рођен као Никола Боказини, био је на челу католичке цркве од 22. октобра 1303. године до смрти 1304. године.
Рођен у Тревизу, наслеђује папу Бонифација VIII, али није био у стању да спроведе његову политику. Бенедикт XI је био доминиканац и када је постављен за мајстора реда (општи назив за доминиканце) 1296. године, он је издао наредбе о забрани јавног испитивања законитости избора Бонифација VIII било ког доминиканца. У време хапшења папе Бонифација VIII у Анањи 1303. године, Боказини је био један од два кардинала који су бранили папску странку у Латеранској палати. Међутим, након што је изабран за папу на папском сабору 1303. године, он ослобађа француског краља Филипа IV од екскомуникације који је поставио на њега Бонифације VIII, и практично игнорисао Бонифацијеву булу Unam sanctam, која гарантује папски примат над секуларним владарима. Ипак, 7. јуна 1304. године, Бенедикт изопштава неумољивог министра Филипа IV, Гијама де Ногарета, и све Италијане који су играли улогу у хапшењу Бонифација VIII у Анањи.
Након кратког понтификата од осам месеци, Бенедикт XI умире изненада у Перуђи. По оригиналним извештајима, сумња је пала на Ногарета да је папина изненадна смрт била изазвана тровањем. Међутим, нема директних доказа, ни да подрже или да оповргну тврдњу да Ногаретово тровање папе. Наследник Бенедикта XI, Климент V премешта папско седиште из Рима у Авињон, започевши тако период познат као Авињонско ропство. Он је и француске папе које су га наследиле у потпуности су под утицајем краљева Француске.
Бенедикт XI је био аутор проповеди и коментара о Јеванђељу по Матеју, Псалмима, Књизи о Јову и Откровењу Јовановом.

## Папска нумерација
Напомена о нумерацији: папа Бенедикт X се сада сматра антипапом. У време избора Бенедикта овај статус, међутим, није био признат, тако да је човек којег Римокатоличка црква службено сматра за правог десетог папу Бенедикта узео званичан број XI уместо X. Ово је померило нумерацију свих накнадних папа Бенедикта за један.